# Делчево
Де́лчево (макед. Делчево) — город в Северной Македонии, административный центр общины Делчево. Расположен неподалёку от границы с Болгарией. Делчево находится в 164 км к востоку от столицы страны — города Скопье.

## Название
Согласно преданию, ранее Делчево носило название Васильево ("Царево-село" по гречески). После попадания под турецкую власть поселение получило название Султания. Своё нынешнее название город получил в 1951 г. в честь болгарского революционера Гоце Делчева.

## Население
Население города по переписи населения проведённой в 2021 году составляло 9644 человек, из них
- македонцев — 10 761 человек;
- цыган — 564 человека;
- турок — 97 человек;
- сербов — 25 человек;
- албанцев — 7 человек;
- влахов — 3 человека;
- жителей других национальностей — 43 человека.

## Города-побратимы
- Благоевград, Болгария
- Вышгород, Украина